# Eocathayornis walkeri
Eocathayornis walkeri — вид викопних енанціорнісових птахів. Голотип (номер IVPP V10916) знайдений у пластах формації Jiufotang в кар'єрі Beishan у провінції Ляонін, Китай. Скам'янілість являє собою більшу частину скелету (череп, хребці, передні кінцівки і коракоїд, лопатки, фрагменти грудини і ребер) та датується ранньою крейдою (120 млн років тому). Ймовірно, вид примітивніший за близькі роди Sinornis і Cathayornis.